# Лобвинский завод
Ло́бвинский (Замо́щиковский, Замо́йщиковский) медеплави́льный заво́д — небольшой металлургический завод кустарного типа, основанный в 1726 году в верховьях Лобвы, в 100 верстах к северо-западу от Верхотурья, и действовавший до середины 1730-х годов.

## История
В 1719 году посадский человек из Верхотурья Конон Заворин продемонстрировал командиру Уктусского завода Бурцову медную руду, найденную на берегах Ляли и Лобвы. В 1720 году медные руды добывал присланный из Тобольска рудный мастер Галактион Беляев. В этом же году Берг-коллегия выделила найденные месторождения в Верхотурском уезде тобольским дворянам Трофиму Замощикову с тремя родственниками и Степану Неелову, который вскоре перешёл на казённую службу и вышел партнёрства. Позднее к компании присоединился тобольский купец Василий Абрамов со своими рудниками на Ляле.
Точное местонахождение завода неизвестно. В источниках упоминается исчезнувшая речка Замощиковая (приток Лобвы), на которой располагался завод. П. П. Семёнов-Тян-Шанский упоминает о существовании медеплавильного завода «на одном из притоков Лобвы».
Добытая руда до постройки завода поставлялась на Лялинский медеплавильный завод, испытывавший дефицит руды и действовавший с перебоями. Замощиков платил за переплаву руды на Лялинском заводе частью полученной меди, оставшуюся часть отправлял на продажу.
В 1726 году Замощиков с партнёрами построили в среднем течении Лобвы собственный кустарный завод, переплавлявший медную руду в печах с ручными мехами. Производительность завода была незначительной. Бедное месторождение было быстро выработано и к середине 1730-х годов производство меди было прекращено.